# Aérodrome d'Ouango Fitini
L'aérodrome d'Ouango Fitini est un petit aéroport desservant Ouango Fitini, en Côte d'Ivoire . 